# Krowieńczak księżycoróg
Krowieńczak księżycoróg, księżycoróg (Copris lunaris) – gatunek chrząszcza z rodziny poświętnikowatych. Występuje na pastwiskach Europy i Azji, gdzie żywi się odchodami bydła i koni. Parka wspólnie kopie komorę lęgową, a samica opiekuje się potomstwem aż do osiągnięcia przez nie stadium owada dorosłego.

## Taksonomia
Gatunek ten został po raz pierwszy opisany w 1758 roku przez Karola Linneusza w dziesiątym wydaniu Systema Naturae pod nazwą Scarabaeus lunaris.

## Opis
Chrząszcz o błyszcząco czarnym, wypukłym ciele długości od 15 do 24 mm. Ma półokrągłą głowę z gęsto punktowanym i wyciętym pośrodku nadustkiem. Róg na głowie samca jest długi, ostry i nieco zakrzywiony do tyłu, a na głowie samicy krótki, szeroki i wycięty u szczytu. Na przedzie przedplecza u samca występują dwa ostre i małe rogi oddzielone dużymi zagłębieniami od jego stromej części, a u samicy poprzeczna listewka i dwa guzki. Uzbrojenie przedplecza i głowy wykazuje jednak pewną zmienność i u mniejszych samców przypomina to u samic. Pokrywy mają po 9 wyraźnych rzędów.

## Biologia i ekologia
Gatunek ten zasiedla nasłonecznione pastwiska o podłożu piaszczystym lub lessowym, gdzie znaleźć go można pod świeżymi jak i trochę przeschniętymi odchodami bydła i koni.
Rodzice, zwłaszcza samica, wykazują troskę rodzicielską o potomstwo. Para wspólnie wykopuje gniazdo i napełnia je odchodami. Następnie samica formuje z odchodów luźno rozmieszczone kulki, z których każda zawiera jedno jajo. Samica pozostaje w gnieździe, zajmując się jajami, larwami i poczwarkami, a opuszcza je dopiero z owadami dorosłymi nowego pokolenia. W tym czasie matka naprawia uszkodzone kule, czyści je z pojawiającej się pleśni, zatyka otwór komory lęgowej w przypadku jego otwarcia oraz atakuje intruzów np. larwy Aphodius fossor czy dorosłe innych krowieńczaków. Chrząszcze po przezimowaniu pojawiają się w maju, a nowego pokolenia w lipcu.
Z krowieńczakiem księżycorogiem związane są liczne gatunki foretycznych roztoczy. Pajęczaki te rozmnażają się w komorach lęgowych krowieńczaków a następnie wykorzystują chrząszcze dwóch pokoleń (samicę i potomstwo) do rozprzestrzenienia się. Związane z tym gatunkiem są m.in. Spatulaphorus copridis, Alliphis halleri, Alliphis montanus, Alliphis phoreticus, Alliphis scarabaeorum, Copriphis pterophilus, Halolaspis hypedon, Onchodellus hispani, Onchodellus reticulatus, Pachylaelaps pectinifer, Parasitus coleoptratorum, Parasitus copridis, Parasitus fimetorum, Parasitus heliocopridis, Parasitus lunariphilus, Parasitus mustelarum, Pelethiphis opacus, Proctolaelaps ventrianalis, Scarabaspis inexpectatus, Uropoda copridis, Nothrholaspis pseudoterreus, Macrocheles perglaber, Macrocheles merdarius, Macrocheles lumareti, Macrocheles copridis i Macrocheles glaber.

## Rozprzestrzenienie
Owad rozprzestrzeniony od południowej i środkowej Europy, przez Turcję, kraje zakaukaskie, Azję Środkową i Iran aż po chiński Sinciang. Na północ sięga Anglii i południowych krańców Norwegii. W Polsce występuje na stanowiskach rozproszonych na całym obszarze kraju. W 2002 znalazł się na „Czerwonej liście zwierząt ginących i zagrożonych w Polsce” jako gatunek bliski zagrożenia (NT – Near Threated). W 2005 umieszczony został na „Czerwonej liście gatunków zagrożonych Republiki Czeskiej. Bezkręgowce” jako gatunek krytycznie zagrożony.